# Péter Gálicz
Péter Gálicz, född 25 juni 2000, är en ungersk simmare som främst tävlar i öppet vatten-simning.

## Karriär
I maj 2021 vid EM i Budapest slutade Gálicz på 17:e plats på 10 km och på 8:e plats på 25 km i öppet vatten-simning.
I juni 2022 vid VM i Budapest tog Gálicz brons på 25 km i öppet vatten-simning efter ett lopp på 5 timmar 2 minuter och 35,4 sekunder, endast 13,9 sekunder bakom guldmedaljören Dario Verani från Italien.